# Alineamiento (juegos de rol)

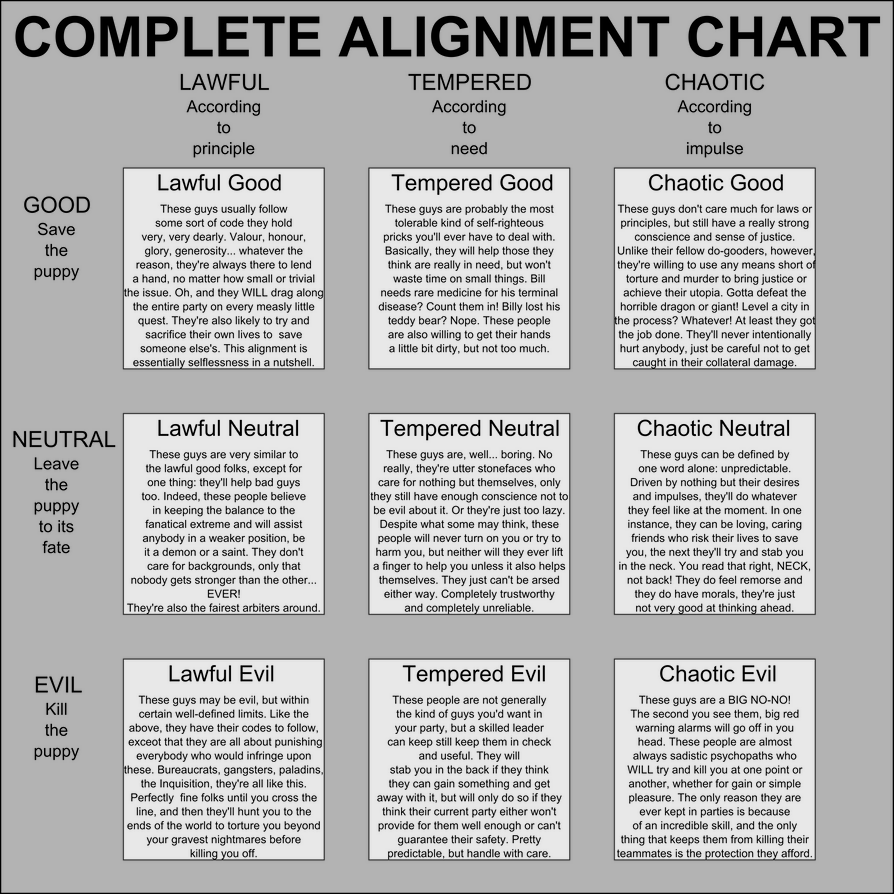
Tabla de alineamientos en el juego de rol D&D (en inglés)

El alineamiento es una característica principalmente presente en los juegos de rol basados en el juego Dungeons & Dragons y se refiere a la perspectiva ética y moral de personajes y sociedades del juego. Es válido tanto para personajes jugadores (PJ) como para personajes no jugadores (PNJ) y sociedades.
Este sistema no está presente como tal, con o sin variaciones, en todos los tipos de juego de rol. Juegos no relacionados con Dungeons & Dragons, como El Señor de los Anillos, el juego de rol de la Tierra Media (hoy en día descatalogado), lo incluyeron en su sistema de juego, pero muchos otros no lo hicieron en su tiempo o no lo hacen todavía hoy en día. En los años 80 Dungeons & Dragons, por razones de controversia con ciertas asociaciones religiosas y moralistas de Estados Unidos, retiró de su sistema de juego toda alusión al concepto de alineamiento, pero pasado un cierto tiempo acabó por añadirlo de nuevo.

## Dungeons & Dragons
El sistema canónico establecido por Dungeons & Dragons propone un sistema de alineamiento ético basado en tres elementos: Ley, Neutralidad y Caos. En la revisión posterior, Advanced Dungeons & Dragons, este sistema se amplió añadiendo dos elementos morales: el bien y el mal.
La combinación de estos elementos proporciona una matriz bidimensional en la que los elementos éticos (Ley, Neutralidad y Caos) conforman un eje en tanto los elementos morales (el Bien y el Mal) conforman otro eje.
Los extremos de estas combinaciones arrojan personajes «buenos» o «malvados» (desde el punto de vista moral) o «legales» o «caóticos» desde el punto de vista ético. En medio de estos extremos están las posturas neutrales. Esto arroja nueve posibles alineamientos combinando todos los elementos:
|           | Eje ético     |                 |                 |
| Eje moral | Legal bueno   | Neutral bueno   | Caótico bueno   |
| Eje moral | Legal neutral | Neutral         | Caótico neutral |
| Eje moral | Legal malvado | Neutral malvado | Caótico malvado |

El creador del juego, Gary Gygax, se basó en la cosmología creada por el autor de fantasía y ciencia ficción Michael Moorcock para establecer el sistema de alineamientos. Esto es particularmente cierto en el sistema de alineamientos de Dungeons & Dragons, en el cual los personajes «legales» tienen características propias del «bien», en tanto los personajes «caóticos» tienen características propias del «mal». Con el advenimiento del sistema matricial propuesto por Advanced Dungeons & Dragons, ambas características quedan separadas, dando una mayor riqueza a los personajes.
Gygax también se vio influenciado por la novela «Tres corazones y tres leones» de Poul Anderson en la que las fuerzas de la ley, encarnadas por los paladines de Carlomagno, están en guerra con las fuerzas del caos, encarnadas por el reino de las hadas. Como detalle curioso, los elfos tenían por defecto alineamiento caótico en el Dungeons & Dragons original.
La primera edición de Dungeons & Dragons sugería que el mejor alineamiento era «legal bueno», en tanto «caótico malvado» era el peor. Posteriormente han evitado una postura tan manifiestamente maniqueísta, pero aun así recomiendan a los personajes jugadores que no escojan alineamientos malvados («legal malvado», «neutral malvado» y «caótico malvado»). Ello se debe a que los juegos basados en Dungeons & Dragons tienen un trasfondo de fantasía heroica. Y actuar como un ser malvado no resulta muy heroico que digamos. Por otro lado, los personajes malvados suelen ser problemáticos en los grupos de aventureros. ¿Quién querría tener en su grupo a alguien que puede apuñalarte por la espalda en cualquier momento?
Algunas clases de personaje presentan restricciones en el tipo de alineamiento que pueden elegir. Un paladín, por ejemplo, jamás podrá ser otra cosa que «legal bueno». Los pícaros (rogues) y bárbaros suelen tener alineamiento caótico. Los clérigos deben presentar un alineamiento acorde a aquellas deidades a las que sirven. Los druidas deben ser básicamente neutrales, en mayor o menor medida. Los asesinos suelen ser malvados.
Todas estas restricciones se han relajado en la tercera edición de Dungeons & Dragons, pero un director de juego (DJ) puede penalizar a un jugador que juegue su personaje apartándose del alineamiento bajo el que se encuentre. Por otro lado, también es posible que cambie el alineamiento del personaje para que encaje con su forma de actuar, aunque en esos casos normalmente se exige buenas razones (por ejemplo, un clérigo legal bueno puede pasar a legal malvado si descubre que su aldea ha sido arrasada por unos kobolds y su fe no es lo suficientemente fuerte).
El sistema de alineamiento se concibió inicialmente como una herramienta para el director de juego (DJ), no como algo de lo que tuvieran que estar constantemente pendientes los personajes jugadores (PJ).[cita requerida] Sin embargo, a medida que el sistema se ha vuelto más detallado, los directores de juego suelen usar el alineamiento como aliciente para que los jugadores interpreten a sus personajes, dado que las acciones de cada personaje deben ajustarse a su alineamiento.
Los directores de juego suelen permitir alineamientos que caigan entre dos alineamientos tradicionales. Por ejemplo, un personaje puede ser «neutral bueno»/«legal bueno», indicando de esta forma que su alineamiento principal es «neutral bueno», con tendencias hacia el arquetipo ético «legal». Este modelo se aplica de forma particular en los alineamientos de los Planos Exteriores, tal como se explica en el Manual de los Planos. El ejemplo de alineamiento mixto indicado anteriormente correspondería, por ejemplo, al plano de Bytopia.
Este modelo de alineamientos mixtos permite ver la disposición de todos los alineamientos como un plano bidimensional en lugar de como una cuadrícula. Este modelo permite más flexibilidad a los jugadores para desarrollar sus personajes, ya que el modelo tradicional penaliza de forma severa los comportamientos que bordeen el cambio de alineamiento. Podríamos ver el modelo mixto como un modelo «continuo», en tanto el modelo estricto sería un modelo «discreto».

## El Bien frente al Mal
En esencia, los personajes y criaturas del Bien intentan proteger la vida de los inocentes. Los personajes y criaturas del Mal intentan destruir la vida de los inocentes, bien sea por diversión, bien sea por beneficio propio.
El Bien implica altruismo, respeto por la vida y preocupación por la dignidad de los seres sensibles. Los personajes del Bien suelen hacer sacrificios para ayudar a los demás.
El Mal implica despreocupación por la suerte de los demás, y en casos extremos implica herir, oprimir o matar a otros seres. Algunas criaturas del Mal no tienen compasión por los demás y matan sin remordimientos si lo consideran necesario o para conseguir sus objetivos. Algunos personajes del Mal se pueden calificar de auténticamente malignos, ya que matan por deporte o a las órdenes de alguna deidad o maestro.
La Neutralidad respecto al Bien y al Mal implica que el personaje no se sentirá inclinado a matar inocentes, pero no tendrá la compulsión de sacrificarse por los demás. Los personajes neutrales suelen sentirse obligados hacia los demás a través de relaciones personales, en lugar de guiarse por un sentido de la obligación moral.
Ser bueno o malo, en este sentido, puede ser una decisión consciente del personaje, particularmente para personas o entidades que reconozcan la existencia objetiva del alineamiento en la cosmología de Dungeons & Dragons. Sin embargo, para la mayoría de la gente ser bueno o malo es una actitud que uno reconoce pero no escoge.
Ser neutral en cuanto a la dicotomía Bien/Mal implica no decantarse por un lado o por el otro de la balanza, pero para algunas clases de personaje (sobre todo druidas) representa un compromiso positivo de cara a mantener el equilibrio entre ambos extremos. Los seguidores de la Neutralidad reconocen que el Bien y el Mal son estados objetivos y no meras opiniones, pero mantienen que el equilibrio entre ambos es el estado ideal, si no para todo el mundo, al menos para ellos mismos.
Los animales y criaturas no sensibles no tienen alineamiento moral; ni tan siquiera los devoradores de hombres o los animales entrenados para matar personas. Estos seres son neutrales por naturaleza ya que carecen de la capacidad para distinguir entre comportamientos moralmente aceptables o no. La mayoría de los jugadores se refiere a este estado como «neutral hambriento», en el caso de bestias salvajes.

## El Orden frente al Caos
Los personajes de la Ley dicen la verdad, mantienen su palabra, respetan la autoridad, honran la tradición y juzgan a aquellos que incumplen sus responsabilidades.
Los personajes del Caos siguen sus conciencias, se desdicen si lo consideran necesario, prefieren las nuevas ideas a los pensamientos dogmáticos y cumplen lo prometido solo si les complace.
La Ley implica honor, confianza, obediencia a la autoridad y fiabilidad. Por otro lado como características negativas tenemos terquedad, adhesión reaccionaria a la tradición, tendencia a juzgar a los demás y falta de adaptabilidad. Aquellos que escogen de forma consciente la legalidad afirman que solo los comportamientos legales son capaces de crear una sociedad en la que las personas puedan depender las unas de las otras y tomar decisiones correctas en el convencimiento de que los demás harán también lo correcto.
El Caos implica libertad, adaptabilidad y flexibilidad. Como contrapartida implica imprudencia, resentimiento ante la autoridad legalmente establecida, acciones arbitrarias e irresponsabilidad. Aquellos que promulgan el comportamiento caótico dicen que únicamente a través de la libertad personal sin trabas puede la gente expresarse completamente, lo que permite a la sociedad beneficiarse del potencial que contienen estos individuos.
La Neutralidad con respecto a la Ley y el Caos siente un respeto normal por la autoridad pero no tiene las compulsiones propias de un seguidor estricto de cualquiera de sus extremos (obediencia ciega o rebeldía total). Un seguidor de la Neutralidad es básicamente honesto, pero en un momento dado podrá mentir o traicionar a los demás.
La devoción hacia la Ley o el Caos puede ser fruto de una decisión consciente, pero con más frecuencia se debe a un rasgo de carácter reconocido, antes que escogido. La Neutralidad con respecto al eje Ley/Caos representa simplemente un estado intermedio que no se decanta por ninguno de los dos extremos. Sin embargo, los seguidores de la Neutralidad consideran este estado como superior a la Ley y al Caos, debido a los defectos y limitaciones de ambos extremos.
Los animales y otras criaturas no sensibles son éticamente neutrales. A pesar de que, por ejemplo, los perros son obedientes y los gatos más libres por naturaleza, ello no implica una elección consciente basada en una capacidad ética.

## Alineamientos
A continuación describiremos los nueve alineamientos canónicos presentes en el universo de Dungeons & Dragons. Nos hemos inspirado tanto en la versión en inglés de este artículo como en un compendio de los nueve alineamientos publicado por Susana Sussmann

### Legal bueno
Arquetipo: el cruzado.
Un personaje legal bueno combina el honor y la compasión por los inocentes. Este tipo de personajes apoya fervientemente la sociedad y sus leyes, en el convencimiento de que han sido creadas por el bien de todos.
El personaje legal bueno es honesto y benevolente. Actuará dentro del sistema para intentar mejorarlo y se esfuerzan por llevar el orden allí a donde van. Combinan su compromiso a combatir el mal con una férrea disciplina, viviendo según un estricto código de honor o según las reglas marcadas por la deidad del Bien a la que sirven. Estos personajes llegarán a actuar con desprecio total de su propia vida por seguir estos códigos.
En cualquier caso hay que tener en cuenta que la obediencia ciega a las leyes no es un atributo obligado para los personajes legales buenos. Por ejemplo, un paladín no infringe su alineamiento si decide tomar las armas contra un usurpador en nombre del rey destronado al que sirve, incluso si ello atenta contra las normas sobre sedición que pueda haber establecido el usurpador. Es decir, en general el personaje legal bueno prefiere una vida estructurada según un compendio de reglas que pueda seguir.
Son ejemplos de personajes legales buenos el policía incorruptible, el político o gobernante (evidentemente teórico e idealizado) que actúa a favor de su gente o el soldado que actúa de forma heroica obedeciendo de forma estricta las reglas de batalla.
En la literatura podemos encontrar diversos ejemplos como el caballero Sturm Brightblade (Dragonlance)

### Neutral bueno
Arquetipo: el benefactor.
Los personajes bajo este alineamiento son buenas personas a las que les gusta ayudar a los demás, pero no tienen especial predilección o rechazo por el orden.
Un personaje neutral bueno no se siente particularmente obligado a hacer el bien debido a leyes o restricciones, sino que realizar el bien por sí mismo. Generalmente se plegará a la ley, pero no dudará en quebrantarla si con ello considera que está haciendo un bien mayor. No se siente atado a ningún sistema u orden social, y su necesidad de ayudar a los demás puede ser más fuerte que cualquier otra consideración.
Los personajes neutrales buenos generalmente son aquellos que actúan de forma desprendida, como los miembros de la Cruz Roja o los miembros de Médicos sin Fronteras, que hacen el bien sin considerar cuál es el bando de aquellas personas a las que asisten.
En la literatura de fantasía podemos considerar que Gandalf (El Señor de los Anillos) es neutral bueno: no duda en saltarse las leyes para hacer el bien, y no se siente obligado por constricciones legales o morales. En la serie Dragonlance podríamos poner como ejemplo a Tanis Semielfo. O en Harry Potter pondríamos a Dumbledore en esta posición, ya que hace el bien, aunque para ello tenga que saltarse algunas reglas o ponerse gente en contra.

#### Neutral Puro
Arquetipo: el druida.
En Advanced Dungeons & Dragons todos los druidas son neutrales. Este alineamiento constituye el eje central de la filosofía de todo druida.
El principal objetivo de un druida es proteger la Naturaleza en todas sus formas (plantas, animales, ecología a gran escala, etc.), elementos todos sin alineamiento ético o moral. Un druida hará lo que sea preciso para protegerlos.
Las órdenes druídicas actúan para mantener el equilibrio entre los diversos alineamientos del mundo. No obstante, son conscientes de que cualquier acto, inclusive los propios, afecta al Equilibrio, pero consideran que estas fricciones entre alineamientos como la fuerza motriz del mundo.
Cuando un druida se ve enfrentado a una decisión difícil de índole ética o moral suele escoger la solución que sirve mejor a la naturaleza a largo plazo.
Un buen ejemplo de personaje neutral puro es Bárbol, el ent que aparece en El Señor de los Anillos, ya que su prioridad es el cuidado de los árboles del bosque de Fangorn.
Otro buen ejemplo lo encontramos en la misma saga con el mago istar Radagast el Pardo, que si bien no se corrompe como Saruman si abandona su misión a favor de la defensa del bosque negro.

### Caótico bueno
Arquetipo: el rebelde.
Un personaje caótico bueno actúa según los dictados de su conciencia sin tener en cuenta lo que los demás puedan pensar de él. Es generoso y benevolente, combinando un buen corazón con un espíritu libre. Es muy individualista y reniega de leyes, regulaciones o de cualquier orden social. Odia a la gente que se dedica a intimidar y a practicar el despotismo con los demás.
Sus acciones suelen ir encaminadas a luchar contra gobernantes y organizaciones injustas, intentando liberar a los oprimidos. Evitan en la medida de lo posible sociedades organizadas, lo que les lleva en muchos casos a llevar vidas de nómadas o eremitas.
Este perfil encaja con líderes rebeldes de la nobleza en lucha contra regímenes corruptos, mercenarios que solo trabajan para gente con buenos fines y, en general, todo aquel «que robe al rico para entregárselo al pobre». Robin Hood, El Zorro, el Equipo-A, Drizzt Do'Urden, Tasslehoff Burrfoot (Dragonlance) o Edward Newgate (One piece) son ejemplos típicos de personajes caóticos buenos.

### Legal neutral
Arquetipo: el juez.
Un personaje legal neutral se basa en el imperio de la ley, la tradición o el código personal. El orden, en contraposición al caos, es su brújula moral. Normalmente viven según sus códigos personales o bien apoyan gobiernos fuertes y organizados que imponen una fuerte visión de orden para todos sus súbditos.
Este alineamiento combina fiabilidad y honor sin decantarse por ningún aspecto moral. Esto no quiere decir que un personaje legal neutral sea inmoral o amoral, pero los aspectos morales del mundo (el Bien y el Mal) adquieren un papel secundario frente al código, la tradición y los dictados de la lógica.
Los personajes legales neutrales suelen ser funcionarios, soldados que obedecen ciegamente sus órdenes o jueces que se ciñen rígidamente a las reglas establecidas. Un buen ejemplo de personaje legal neutral es Gill Grissom, de la serie de televisión CSI: Las Vegas. Para Grissom lo importante son las pruebas, sin importar que incriminen o exculpen al sospechoso. Otro buen ejemplo es R. Daneel Olivaw, de la saga Fundación de Isaac Asimov, para quien el bienestar de la Humanidad se podía conseguir a través del orden. Por último, Javert, de Los miserables de Victor Hugo también se encuadra dentro del paradigma legal neutral.

### Neutral
Arquetipo: el indeciso.
El alineamiento neutral (tanto en el aspecto ético como en el moral) carece de prejuicios o compulsiones hacia cualquier extremo de la balanza. Un personaje bajo este alineamiento hará en cada momento lo que considere más apropiado sin preferencias por el Bien o el Mal, o por el Orden y el Caos, por lo que se le hará difícil tomar una decisión estable. 
En general considerará que el Bien es mejor que el Mal, por puro pragmatismo, pero eso no hará que propugne el Bien considerándolo en abstracto, o de forma universal.
Este es el alineamiento natural de la mayoría de los seres sensibles, como el ser humano. Los animales y criaturas de escasa inteligencia también tienen este alineamiento de forma natural. Es difícil (por no decir imposible) encontrar personajes en la literatura de Fantasía que se ciñan a este alineamiento. Un neutral sería alguien conformista que viviría tranquilo su vida sin problemas sin necesidad a salir y tener una aventura.
Un ejemplo de este alineamiento es Shadow the Hedgehog de la saga de Sonic the Hedgehog

#### Neutral puro
Arquetipo: el fiel al equilibrio.
Un personaje neutral puro ve cualquier extremo ético o moral como extremadamente peligroso. Cree firmemente en el punto medio como la mejor opción y es defensor a ultranza del equilibrio. Su posición es claramente neutral ante cualquier conflicto, lo que no quiere decir que esté cambiando constantemente de perspectiva moral, lo cual lo convertiría en un personaje muy poco de fiar.
Los personajes neutrales puros suelen propugnar el equilibrio en el mundo e intentan evitar que cualquier facción (sobre el Bien o el Mal, o sobre el Orden y el Caos) cobre preponderancia sobre cualquier otra facción. Lucharán contra la facción que consideren más poderosa en un momento dado.
Normalmente lucharán del lado de los desamparados, según las circunstancias. Dado lo equilibrado de su postura evitan cuidadosamente hacer juicios de valor.
El ejemplo perfecto de este alineamiento es Gilean, dios del equilibrio en la saga Dragonlance. Astinus, bibliotecario de Palanthas en la saga Dragonlance es otro ejemplo perfecto de neutralidad pura. También lo es el Padre, del universo de Star Wars.

### Caótico neutral
Arquetipo: el espíritu libre.
Un personaje caótico neutral se considera libre de las restricciones de la sociedad y no se ve impelido a practicar el Bien en sí. Para él, el Bien o el Mal no le interesa mucho.
Los personajes caóticos neutrales siguen sus impulsos y son fuertemente individualistas. Valoran la propia libertad por encima de todo, pero no se esforzarán por conseguir la libertad de otros. Evitan la autoridad, odian las restricciones y desafían la tradición.
A pesar de esto, este tipo de personajes no actúa de forma activa, al menos intencionadamente, para trastornar organizaciones de forma anárquica, ya que para ello tendría que tener algún tipo de motivación moral: el Bien para liberar a otros o el Mal para hacer sufrir a otros.
El personaje caótico neutral suele ser impredecible en su comportamiento con respecto al resto de la gente, aunque es seguro que preservará su propia vida.
Un contrabandista que realice pequeños robos y alquile sus servicios es el ejemplo perfecto de este alineamiento. Han Solo (antes de unirse a la Alianza Rebelde, en Star Wars) o el asesino Hugh "La Mano" es un buen ejemplo. Así mismo el clan SAO es otro buen ejemplo.

### Legal malvado
Arquetipo: el abogado.
El personaje legal malvado es devoto de forma intencionada y metódica de los sistemas despóticos, organizados y crueles. Suelen tomar todo aquello que desean con los límites marcados por su código de conducta personal, sin que les importe a quién puedan dañar en el proceso. Les importa la tradición, la lealtad y el orden, pero no les importa la libertad, la dignidad o la vida. Juega con las reglas establecidas, pero no tiene piedad o compasión. Se siente a gusto en una jerarquía fuertemente establecida, deseando ascender en ella para gobernar, nunca para obedecer. No les gusta romper su palabra, por lo que suelen ser muy cautos a la hora de empeñar su palabra, cosa que solo harán si perciben un claro beneficio a su favor.
Esta reluctancia a empeñar la palabra tiene un doble origen: por un lado se debe a su naturaleza, y por otro lado se debe a su dependencia del orden establecido para protegerse de aquellos que se oponen a él en el terreno de lo moral.
Algunos personajes con este alineamiento presentan tabúes como no matar ellos mismos a sangre fría, aunque pueden valerse de sicarios para hacerlo, o no dejar que los niños se metan en problemas, si pueden evitarlo. Normalmente consideran que estos preceptos morales los sitúan por encima del resto de villanos.
En ocasiones los personajes legales malvados pueden dedicarse celosamente a la causa del Mal con el mismo celo que un paladín se dedica a la causa del Bien. Más allá de su inclinación natural a causar daño para conseguir sus propios objetivos, se complacen en el Mal como fin en sí mismo. También suelen causar el Mal como parte de los objetivos de una deidad o maestro.
Los personajes legales malvados suelen considerarse diabólicos puesto que los diablos son la personificación de este alineamiento. Un tirano que redacta leyes para su conveniencia, un abogado corrupto, un juez que utiliza la ley para enmascarar sus actos reprobables o miembros despiadados del crimen organizado son buenas muestras de este alineamiento.
En la literatura tenemos ejemplos como Randall Flagg, personaje de la novela Apocalipsis de Stephen King. Los caballeros de la Orden de Takhisis en la saga Dragonlance son también un buen ejemplo de personajes legales malvados. Por no hablar del dios (anteriormente Archidiablo) Asmodeo.

### Neutral malvado
Arquetipo: el criminal.
El personaje neutral malvado es puro pragmatismo sin honor y sin variaciones en su brújula moral. Se ciñe a la máxima «supervivencia de los más dotados».
Este tipo de personajes siempre harán lo que sea para salir impunes. Solo se preocupan por sí mismos. No les tiembla el pulso a la hora de matar, ya sea por beneficio, deporte o conveniencia. No siente inclinación por el orden y no respeta las leyes, tradiciones o códigos que lo harían más noble en algún sentido. Por otro lado no se sienten particularmente inclinados hacia el conflicto o la guerra.
Algunos personajes neutrales malvados tienen el Mal como ideal, realizando actos malvados para extender el Mal, como fin en sí mismo. Normalmente suelen pertenecer a sociedades o deidades del Mal.
Un personaje neutral malvado es el Mal en estado puro, un criminal sin honor y más allá de toda redención. Saruman, en El Señor de los Anillos, es un buen ejemplo de personaje neutral malvado.

### Caótico malvado
Arquetipo: el destructor.
El personaje caótico malvado representa el poder sin control, el egoísmo absoluto sin cadenas, totalmente al margen de la ley.
Este tipo de personajes solo se guían por sus ansias de poder, odio y sed de destrucción. Es violento, cruel, agresivo, impredecible, despiadado y brutal. Por fortuna sus planes son muy desordenados, y todo grupo al que se una estará pobremente organizado.
Normalmente colaboran solo a través de la fuerza, y como líderes se mantienen en la cúspide únicamente mientras no sean asesinados. Los demonios son el paradigma de seres caóticos malvados. Los asesinos en serie, por ejemplo, son personajes caóticos malvados. En la literatura podemos considerar a Melkor, antagonista principal del libro El Silmarillion, de J. R. R. Tolkien, como ejemplo perfecto de ser caótico malvado o Joker de Batman ya que su único fin es crear destrucción y desolación sin importarle el dinero o el poder que como buscan otros villanos.

## Defectos del alineamiento
El enfoque Ley frente a Caos genera en ocasiones controversia y confusión, ya que se suele otorgar diferentes interpretaciones a ambos extremos dependiendo del caso. Algunas interpretaciones consideran los sentimientos de las personas sobre gobierno y leyes, el sentido del honor, cuán lógica resulta la mente de una persona, cuán flexible es su mente, preferencias en cuanto a ciudades o espacios abiertos e incluso cuán ordenada es una persona en su casa. Esto puede hacer que directores de juego poco inspirados amonesten constantemente a sus jugadores basándose en interpretaciones torticeras de estos conceptos éticos.
Gary Gygax consideró en el juego Advanced Dungeons & Dragons original que la forma más pura de Bien es el alineamiento neutral bueno, ya que realiza el bien por el mero hecho de hacerlo. Sin embargo, algunos jugadores consideran que el alineamiento legal bueno es el epítome de bondad.
Dependiendo de la versión concreta de las reglas que consultemos, el alineamiento se considera de una manera o de otra. En estos casos lo mejor es ser flexible y acordar con todos los jugadores (director de juego incluido) cuál es el enfoque ético y moral de cada personaje.